# Italo Gardoni
Italo Gardoni (Parma, 12 de marzo de 1821 - Paris, 26 de marzo de 1882) fue un tenore di grazia italiano, que disfrutó de una importante carrera internacional a mediados del siglo XIX. Junto con Giovanni Mario, Gaetano Fraschini, Enrico Tamberlick y Antonio Giuglini, fue uno de los más famosos tenores italianos de su época.
No tenía una voz muy grande, pero si excepcionalmente dulce y limpia, sin ningún vibrato. Cantaba los pasajes ligados con gran suavidad, pero era capaz de afrontar los pasajes floridos con estilo y considerable agilidad.
Estudió con Antonio Cesari en Parma, y su debut tuvo lugar en 1840 en Viadana, en el papel protagonista de Roberto Devereux.  Después cantó en Turín y Berlín el Rodrigo del Otello de Rossini, junto a Giovanni Battista Rubini. Continuó su carrera en París, colaborando particularmente con el compositor Michael Balfe, del que estrenó algunos papeles. En 1847 fue contratado para el Her Majesty's Theatre de Londres, y cantó allí, y en el Covent Garden, de forma regular hasta 1874, convirtiéndose en uno de los cantantes más apreciados por el público londinense. Allí destacó particularmente como pareja artística de Jenny Lind. En su primera temporada en el teatro londinense, estrenó, en el papel de Carlo, I masnadieri, de Verdi.
En 1850 participó, junto a Marietta Alboni y Erminia Frezzolini, en la inauguración del Teatro Real de Madrid, con La favorita.
Se retiró de los escenarios en 1874.